# Shandong Taishan Zuqiu Julebu
Lo Shandong Taishan Zuqiu Julebu (山东泰山足球俱乐部S, Shāndōng Tàishān Zúqiú JùlèbùP), a volte tradotto come Shandong Taishan Football Club e precedentemente conosciuto come Shandong Luneng Taishan Zuqiu Julebu, è una società calcistica cinese fondata nel 1993, che milita nella Chinese Super League. La squadra gioca le partite casalinghe allo stadio Shandong di Jinan. Il club ha una tradizione di allenatori stranieri: il primo allenatore straniero è stato Kim Jung-Nam che ha guidato la Corea nella Coppa del mondo del 1986.

## Denominazione
- Dal 1956 al 1993: Shandong Sheng Zuqiu Daibiao Dui (山东省足球代表队S; Shandong Province Football Team)
- Nel 1993: Shandong Taishan Zuqiu Julebu (山东泰山足球俱乐部S; Shandong Taishan Football Club)
- Dal 1994 al 1995: Shandong Jinan Taishan Zuqiu Julebu (山东济南泰山足球俱乐部S; Shandong Jinan Taishan Football Club)
- Dal 1995 al 1996: Jinan Taishan Zuqiu Julebu (济南泰山足球俱乐部S; Jinan Taishan Football Club)
- Dal 1996 al 1997: Jinan Taishan Jiangjun Zuqiu Julebu (济南泰山将军足球俱乐部S; Jinan Taishan Jiangjun Football Club)
- Dal 1998 al 2020: Shandong Luneng Taishan Zuqiu Julebu (山东鲁能泰山足球俱乐部S; Shandong Luneng Taishan Football Club)
- Dal 2021: Shandong Taishan Zuqiu Julebu (山东泰山足球俱乐部; Shandong Taishan Football ClubS)

## Storia
La squadra è stata promossa nella massima serie nel 1994. Durante i primi quattro anni il club aveva avuto diversi problemi finanziari anche per questo ha ceduto diversi giocatori importanti come Wang Dongning e Lung Bo nel calciomercato del 1994. Nel 1995 lo Shandong Luneng vince la Coppa della Cina. L'anno successivo raggiungono la finale di coppa, ma vennero battuti a Pechino dal Beijing Guoan. La squadra oscillò dal quinto al sesto posto in campionato per quattro anni. Il calciatore Maozhen fu uno dei giocatori più rappresentativi della formazione cinese in quegli anni e infatti nel 1996 ritirò il premio di capocannoniere con 13 gol in campionato. Xing Rui è stato il capitano dello Shandong nel periodo tra il 1994 e il 1997.
L'allenatore coreano Kim Jung-Nam allenò la squadra all'inizio del 1998 con discreto successo. Dopo le dimissioni di Kim, prese il suo posto Yin Tiesheng, che riuscì a portare la squadra ai vertici della classifica. Nella stagione 1999-2000, l'allenatore Slobodan Santrač raggiunse immediatamente il successo al suo primo anno in Cina. L'allenatore fu costretto poi a dimettersi nel 2000 e venne rimpiazzato dal giovane allenatore Djoko Koković.
Nel 2001 Boris Ignat'ev divenne il nuovo allenatore della squadra. I risultati furono deludenti, subendo anche pesanti sconfitte, come ad esempio nel girone di qualificazione dell'Asia Club Championship, dove riuscì a perdere 2-6 col Jubilo Iwata e 0-6 col Suwon Samsung.
Nel 2002 è un altro allenatore russo, Valerij Nepomnjaščij, a prendere le redini della formazione di Jinan. Nonostante il cambio di allenatore, tuttavia, la squadra si ritrova a lottare per la salvezza.
Con Ljubisa Tumbaković, che allenò dal 2004 al 2009, la formazione cinese riuscì a fare il salto di qualità vincendo molti trofei. La straordinaria continuità della squadra portò Li Jinyu a vincere il premio top scorer del campionato nel 2006 e 2007. Nell'AFC Champions League 2005, lo Shandong riuscì a raggiungere i quarti di finale dopo aver sconfitto i Yokohama F. Marinos, perdendo poi clamorosamente in Arabia Saudita con l'Al-Ittihad (squadra vincitrice della competizione) per 7-2. Durante quegli anni lo Shandong riuscì a vincere la Coppa di Lega. Ma la soddisfazione più grande per il club arriva durante la stagione 2006, dove vinse il campionato con quasi 20 punti di vantaggio sulla seconda e con diverse giornate d'anticipo.
Lo Shandong Luneng continuò la sua striscia positiva anche nell'ACL dove ottenne molte vittorie soprattutto nel 2005 e nel 2007. Nei primi mesi del 2009 la squadra acquistò il centrocampista Zhou Haibin, calciatore del PSV Eindhoven, a parametro zero. La squadra concluse quarta in campionato, e Ljubisa Tumbaković lasciò il club dopo sei anni di lavoro.
Branko Ivankovic ha preso la squadra nel dicembre 2009. Il club, dopo la Coppa del mondo, riuscì a trovare un accordo su base biennale con l'attaccante della Nazionale neozelandese Shane Smeltz, che però lasciò il club dopo soli cinque giorni dalla firma del contratto.
Nella stagione 2010 il club vinse per la quarta volta il campionato.

## Palmarès

### Competizioni nazionali
- Campionato cinese: 5

1999, 2006, 2008, 2010, 2021
- Coppa della Cina: 8  (record)

1995, 1999, 2004, 2006, 2014, 2020, 2021, 2022
- Supercoppa di Cina: 1

2015
- Coppa della Super League: 1

2004

## Organico

### Rosa 2025
Aggiornato il 26 gennaio 2025
| N. |                    | Ruolo | Calciatore          |
| -- | ------------------ | ----- | ------------------- |
| 1  | Cina (bandiera)    | P     | Li Guanxi           |
| 2  | Cina (bandiera)    | D     | Tong Lei            |
| 5  | Cina (bandiera)    | D     | Zheng Zheng         |
| 6  | Cina (bandiera)    | D     | Wang Tong           |
| 8  | Cina (bandiera)    | C     | Pedro Delgado       |
| 9  | Brasile (bandiera) | A     | Crysan              |
| 10 | Georgia (bandiera) | C     | Valeri Q'azaishvili |
| 11 | Cina (bandiera)    | D     | Liu Yang            |
| 13 | Cina (bandiera)    | C     | Zhang Chi           |
| 14 | Cina (bandiera)    | P     | Wang Dalei          |
| 16 | Cina (bandiera)    | D     | Li Hailong          |
| 17 | Cina (bandiera)    | C     | Wu Xinghan          |
| 19 | Brasile (bandiera) | A     | Zeca                |
| 20 | Cina (bandiera)    | C     | Liao Lisheng        |
| 21 | Cina (bandiera)    | C     | Liu Binbin          |
| 22 | Cina (bandiera)    | D     | Li Yuanyi           |
| 23 | Cina (bandiera)    | C     | Xie Wenneng         |
| 24 | Cina (bandiera)    | A     | Bi Jinhao           |
| 25 | Cina (bandiera)    | C     | Peng Xinli          |
| 26 | Cina (bandiera)    | P     | Liu Shibo           |

| N. |                 | Ruolo | Calciatore         |
| -- | --------------- | ----- | ------------------ |
| 27 | Cina (bandiera) | D     | Shi Ke             |
| 28 | Cina (bandiera) | C     | Mewlan Mijit       |
| 29 | Cina (bandiera) | A     | Chen Pu            |
| 30 | Cina (bandiera) | C     | Abudulam Abdurasul |
| 31 | Cina (bandiera) | D     | Zhao Jianfei       |
| 32 | Cina (bandiera) | A     | Tian Xin           |
| 33 | Cina (bandiera) | C     | Jin Jingdao        |
| 34 | Cina (bandiera) | C     | Huang Cong         |
| 35 | Cina (bandiera) | D     | Dai Lin            |
| 36 | Cina (bandiera) | C     | Duan Liuyu         |
| 37 | Cina (bandiera) | D     | Ji Xiang           |
| 38 | Cina (bandiera) | C     | Chen Zeshi         |
| 39 | Cina (bandiera) | D     | Song Long          |
| 40 | Cina (bandiera) | A     | Lu Yongtao         |
|    | Cina (bandiera) | D     | Song Bowei         |
|    | Cina (bandiera) | P     | Yu Jinyong         |
|    | Cina (bandiera) | C     | Tash Mustapa       |
|    | Cina (bandiera) | C     | Jia Feifan         |
|    | Cina (bandiera) | D     | Lin Guoyu          |
|    | Cina (bandiera) | C     | Fernandinho        |

### Staff tecnico
- Choi Kang-hee - Allenatore
- Haipeng Xu - Vice allenatore
- Hyun-min Kim - Vice allenatore
- Deok-ju Choi - Vice allenatore
- Lucas Cerqueira - Allenatore portieri
- Zhang Haitao - Assistente tecnico